# Jalpaíta
La jalpaíta es un mineral de la clase de los minerales sulfuros. Fue descubierta en 1858 en el municipio de Jalpa, en el estado de Zacatecas (México), siendo nombrada así por la localidad en que se encontró.

## Características químicas
Químicamente es un sulfuro de metal de plata con algo de metal de cobre. Es muy frecuente que además de estos dos metales de su fórmula también lleve impurezas de hierro.

## Formación y yacimientos
Aparece como mineral secundario formado en condiciones de fluidos hidrotermales de baja temperatura -por debajo de 117 °C-.
Suele encontrarse asociado en este ambiente de formación a otros minerales tales como: acantita, mckinstryita, galena, esfalerita, pirita, calcopirita, stromeyerita, polibasita, pearceíta, tetraedrita, tennantita o plata nativa.

## Usos
Suele extraerse mezclado con otros minerales como mena de plata y cobre.